# Gondibert
Gondibert – epos siedemnastowiecznego angielskiego poety Williama Davenanta, opublikowany w 1651. Utwór jest napisany przy użyciu strofy czterowersowej, rymowanej abab, złożonej z wersów jambicznych pięciostopowych (dziesięciozgłoskowych). Opowiada historię miłości lombardzkiego księcia Gondiberta do pięknej i cnotliwej Birthy.
Soon they the palace reached of Astragon, 

 Which had its beauty hid by envious night, 

Whose cypress curtain, drawn before the sun, 

 Seemed to perform the obsequies of light. 

 

Yet light’s last rays were not entirely spent, 

 For they discerned their passage through a gate, 

Whose height and space showed ancient ornament, 

 And ancients there in careful office sate.
Gondibert jest najsławniejszym dziełem Williama Davenanta.